# Palpares umbrosus
Palpares umbrosus är en insektsart som beskrevs av Hermann Julius Kolbe 1898. Palpares umbrosus ingår i släktet Palpares och familjen myrlejonsländor. Inga underarter finns listade i Catalogue of Life.